# 1238
Високе Середньовіччя •  Золота доба ісламу •  Реконкіста •  Хрестові походи •  Київська Русь •  Монгольська імперія

## Геополітична ситуація
На території колишньої Візантійської імперії існує кілька держав. Фрідріх II Гогенштауфен є імператором Священної Римської імперії (до 1250). У Франції править Людовик IX (до 1270).
Апеннінський півострів розділений: північ належить Священній Римській імперії, середню частину займає Папська область, більша частина півдня належить Сицилійському королівству. Деякі міста півночі: Венеція, Піза, Генуя тощо, мають статус міст-республік, частина з яких об'єднана Ломбардською лігою.
Південь Піренейського півострова в руках у маврів. Північну частину півострова займають християнські Кастилія, Леон (Астурія, Галісія), Наварра, Арагонське королівство (Арагон, Барселона) та Португалія. Генріх III є королем Англії (до 1272), а королем Данії — Вальдемар II (до 1241).
У Києві став княжити Михайло Всеволодович (до 1239), у Галичі — Данило Галицький (до 1264), на Волині — Василько Романович у Володимирі-на-Клязмі — Ярослав Всеволодович. Володимиро-Суздальське князівство захопили монголи. Новгородська республіка фактично відокремилася від Русі. У Польщі період роздробленості. На чолі королівства Угорщина стоїть Бела IV (до 1270).
В Єгипті, Сирії та Палестині править династія Аюбідів, невеликі території на Близькому Сході утримують хрестоносці. У Магрибі держава Альмохадів почала розпадатися. Сельджуки окупували Малу Азію. Монгольська імперія поділена між спадкоємцями Чингісхана. Північний Китай підкорений монголами, на півдні править династія Сун. Делійський султанат є наймогутнішою державою Північної Індії, а на півдні Індії домінує Чола. В Японії триває період Камакура.
Цивілізація мая переживає посткласичний період. Почала зароджуватися цивілізація ацтеків.

## Події
- Волинський князь Данило Романович оволодів Галичем. Відновилося Галицько-Волинське князівство.
- Розгром Данилом Романовичем війська Добжинського ордену під Дорогичином.
- Продовжується монгольська навала. Монгольські війська захопили Суздаль, Москву, Коломну, Володимир-на-Клязьмі, Торжок, Козельськ та інші міста.
- Монголи завдали нової поразки половцям. Залишки половців під проводом хана Котяна втекли до Угорщини, де король Бела IV надав їм землі для поселення.
- Загинув володимирський князь Юрій Всеволодович. Князівство перейшло до Ярослава Всеволодовича.
- У Києві став княжити Михайло Всеволодович Чернігівський.
- Краківським князем став Генріх II Побожний.
- Арагонський король Хайме I відбив Валенсію у маврів.
- Позашлюбний син імператора Фрідріха II Енцо став королем Сардинії.
- Імператор Фрідріх II дозволив розтинати трупи в медичній школі Салерно.
- Мухаммед I ібн Наср започаткував у Гранаді династію Насридів. Почалося спорудження Альгамбри.
- У Бухарі, в улусі Чагатай, спалахнуло повстання, яке монголи, однак, придушили.